# Nowa Dąbrowa (gromada)
Nowa Dąbrowa (od 1 I 1962 Stara Dąbrowa) – dawna gromada, czyli najmniejsza jednostka podziału terytorialnego Polskiej Rzeczypospolitej Ludowej w latach 1954–1972.
Gromady, z gromadzkimi radami narodowymi (GRN) jako organami władzy najniższego stopnia na wsi, funkcjonowały od reformy reorganizującej administrację wiejską przeprowadzonej jesienią 1954 do momentu ich zniesienia z dniem 1 stycznia 1973, tym samym wypierając organizację gminną w latach 1954–1972.
Gromadę Nowa Dąbrowa z siedzibą GRN w Nowej Dąbrowie utworzono – jako jedną z 8759 gromad na obszarze Polski – w powiecie stargardzkim w woj. szczecińskim na mocy uchwały nr V/50/54 WRN w Szczecinie z dnia 5 października 1954. W skład jednostki weszły obszary dotychczasowych gromad Kicko, Krzywnica (bez miejscowości Kępy i Krzywiec), Nowa Dąbrowa i Stara Dąbrowa ze zniesionej gminy Dąbrowa w tymże powiecie. Dla gromady ustalono 14 członków gromadzkiej rady narodowej.
1 stycznia 1962 gromadę zniesiono w związku z przeniesieniem siedziby GRN z Nowej Dąbrowy do Starej Dąbrowy i zmianą nazwy jednostki na Stara Dąbrowa.